# Mörtsjön (Trönö socken, Hälsingland)
Mörtsjön är en sjö i Söderhamns kommun i Hälsingland och ingår i Norralaåns huvudavrinningsområde. Sjön har en area på 0,129 kvadratkilometer och ligger 74 meter över havet. Sjön avvattnas av vattendraget Flysån.

## Delavrinningsområde
Mörtsjön ingår i det delavrinningsområde (680547-155579) som SMHI kallar för Utloppet av Mörtsjön. Medelhöjden är 85 meter över havet och ytan är 1,27 kvadratkilometer. Räknas de 8 avrinningsområdena uppströms in blir den ackumulerade arean 50,63 kvadratkilometer. Flysån som avvattnar avrinningsområdet har biflödesordning 2, vilket innebär att vattnet flödar genom totalt 2 vattendrag innan det når havet efter 17 kilometer. Avrinningsområdet består mestadels av skog (86 procent). Avrinningsområdet har 0,13 kvadratkilometer vattenytor vilket ger det en sjöprocent på 9,9 procent.